# 巴帝電信
巴帝電信（英語：Bharti Airtel）是印度電信運營商，總部位於新德里。巴帝電信是印度第二大移動網絡運營商，也是世界第二大移動網絡運營商，擁有超過4.142億用戶。巴帝電信提供GSM，3G，4G LTE和4G+等服務。巴帝電信提供VoLTE服務。